# Elsa Boyer
Pour les articles homonymes, voir Boyer.
Elsa Boyer, née en 1985, est une écrivaine et traductrice française.

## Biographie
Elle est docteur en philosophie de l’université Paris-Nanterre. Elle enseigne à l'École nationale supérieure des beaux-arts de Lyon et à l'École nationale supérieure des arts décoratifs
 depuis 2017.

## Œuvres

### Romans
- Holly Louis, Paris, P.O.L., 2012, 137 p.  (ISBN 978-2-8180-1497-4)[4]
- Heures creuses, Paris, P.O.L., 2013, 148 p.  (ISBN 978-2-8180-1806-4)
- Mister, Paris, P.O.L., 2014, 140 p.  (ISBN 978-2-8180-2100-2)[5]
- Beast, Paris, P.O.L., coll. « Fiction », 2015, 192 p.  (ISBN 978-2-8180-3671-6)
- Orbital, Paris, MF, coll. « Inventions », 2021, 122p.  (ISBN 978-2-3780-4040-6)

### Essai
- Le Conflit des perceptions, Paris, MF, coll. « Inventions », 2015, 203 p.  (ISBN 978-2-915794-99-1)
- Elsa Boyer, Turing, Les Pérégrines, coll. « Icônes », octobre 2023, 128 p. (ISBN 979-10-252-0601-0, présentation en ligne)